# Palazzo Strozzi di via degli Anselmi
Il palazzo Strozzi di via degli Anselmi era un edificio civile del centro storico di Firenze, situato in via di Santa Maria degli Ughi (detta anche via degli Anselmi) angolo chiasso dei Ricchi (o degli Erri). Fu demolito durante il Risanamento (1893-1894) per allargare via degli Anselmi e via dei Sassetti, e in parte per edificare il palazzo delle Poste. La sua facciata guardava il chiasso della Torre dei Sassetti. 

## Storia e descrizione

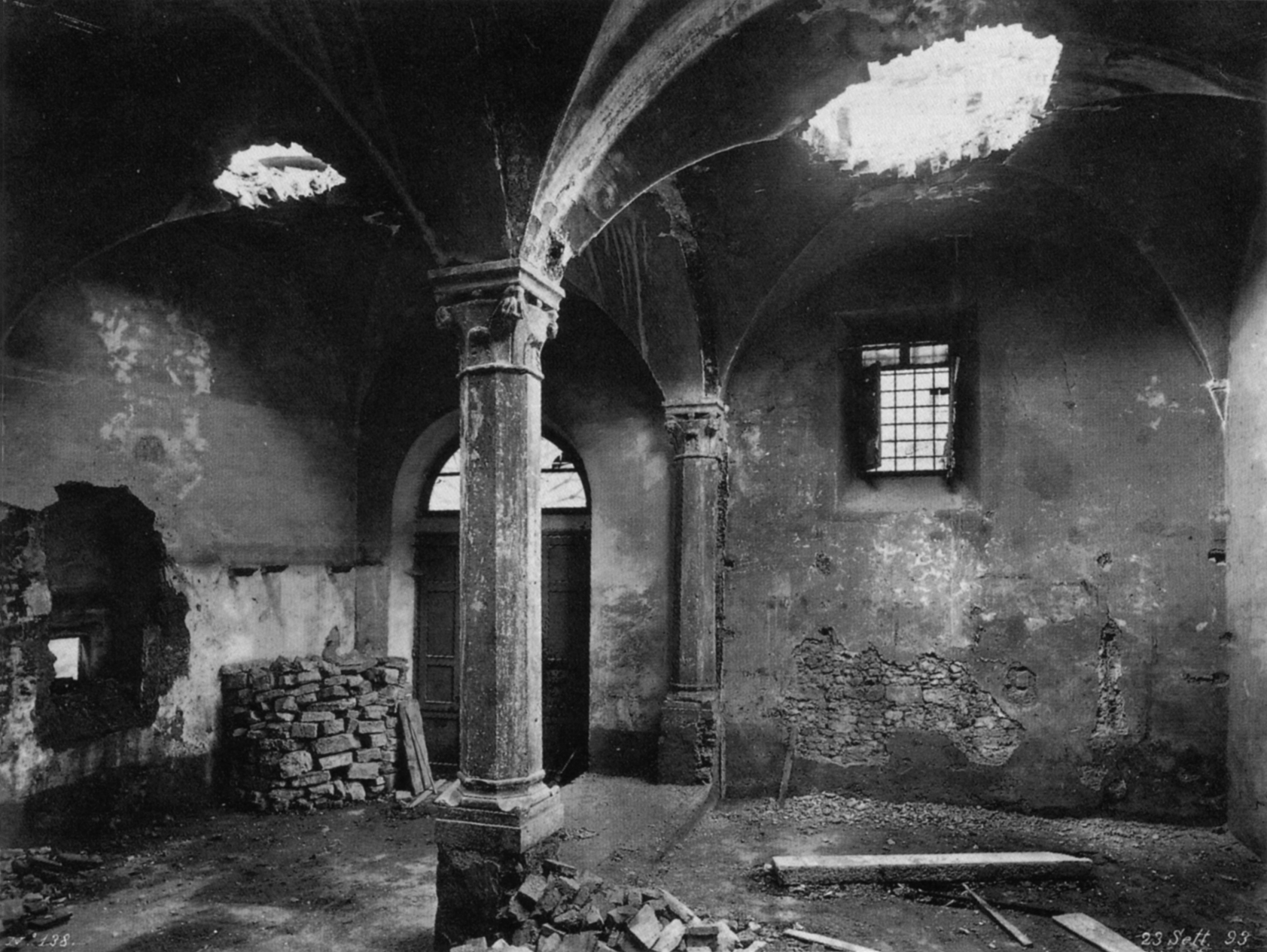
Una delle logge del cortile del palazzo Strozzi di via degli Anselmi

L'origine del palazzo è da datare a metà del Quattrocento, quando un ramo degli Strozzi (lo stesso del palazzo dello Strozzino, che si trovava nello stesso isolato più a nord) unificò alcune case e una loggia trecentesca in un'unica facciata, caratterizzata da un portale asimmetrico e da quattro assi di finestre su due piani con marcadavanzali, incorniciate da bozze lisce componenti una forma centinata. Due stemmi Strozzi si trovavano sulle cantonate, uno altro sulla chiave di volta del portone, e uno, a testa di cavallo, all'estremità sul lato del chiasso dei Ricchi.
All'interno esisteva un cortile con un loggiato su due lati, uno dei quali era la loggia trecentesca, con pilastri ottagonali e capitelli a foglie d'acqua, mentre l'altro era quattrocentesco, con colonne e capitelli corinzi, di qualità leggermente superiore a quelli del cortile dello Strozzino. Quest'ultima parte era stata tamponata per creare, nel XVI secolo, uno scalone più agevole per i piani superiori. 
Da Lionardo di Jacopo Strozzi, prima del 1532, passò in circostanze non conosciute ai Ricasoli, i quali lo vendettero nel 1569 a Tommaso e Francesco Guidacci per 2300 fiorini. Il senatore Carlo Guidacci ebbe un'unica figlia, Cammilla, maritata Torrigiani. Essa trasmise il palazzo a suo figlio Luca, divenuto arcivescovo di Ravenna. Alla sua morte nel 1669 le notizie sul palazzo si fanno poù rare: dovette essere diviso in quartieri e venduto a più proprietari, con un graduale ma inesorabile peggioramento delle condizioni abitative, tanto che durante il Risanamento di Firenze non venne ritenuto degno di essere conservato e, trovandosi d'ostacolo all'ingrandimento delle vie su cui si trovava, fu demolito tra il 1893 e il 1894. Ne vennero tuttavia eseguite alcune fotografie e dei rilievi pubblicati da Corinto Corinti. Alcuni frammenti, tra cui gli stemmi, vennero espropriati e ricoverati al Museo di San Marco, dove ancora si trovano, nel lapidario.

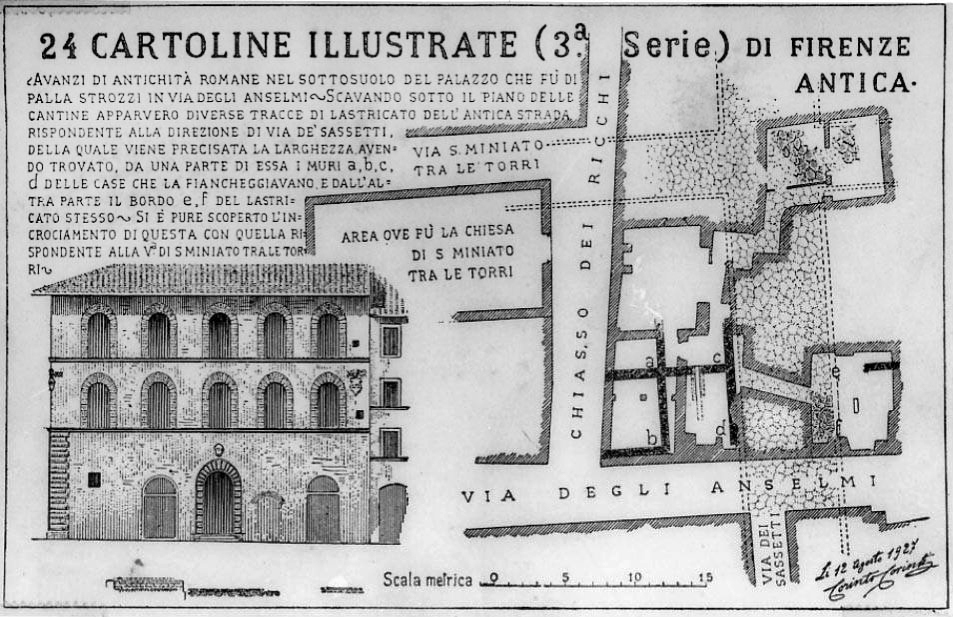
Corinto Corinti, ritrovamenti archeologici sotto il palazzo
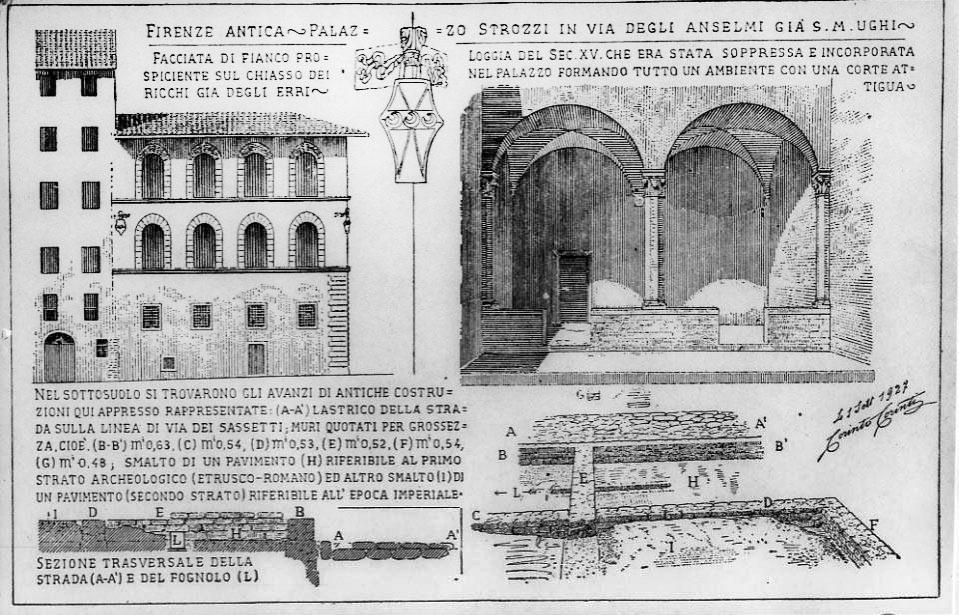
Corinto Corinti, facciata del palazzo lungo il chiasso dei Ricchi e altri rilievi
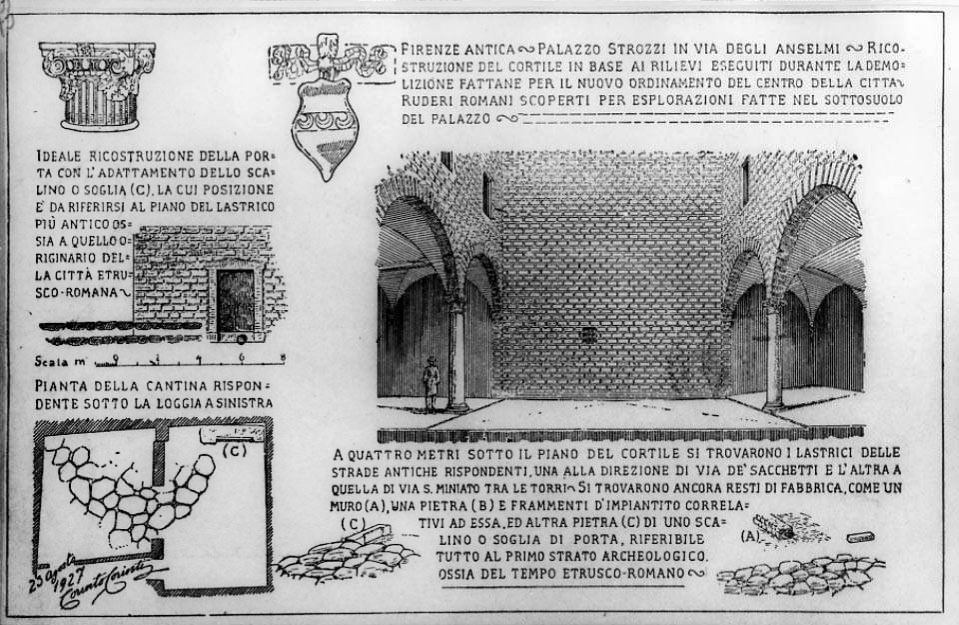
Corinto Corinti, il cortile di palazzo Strozzi di via Anselmi
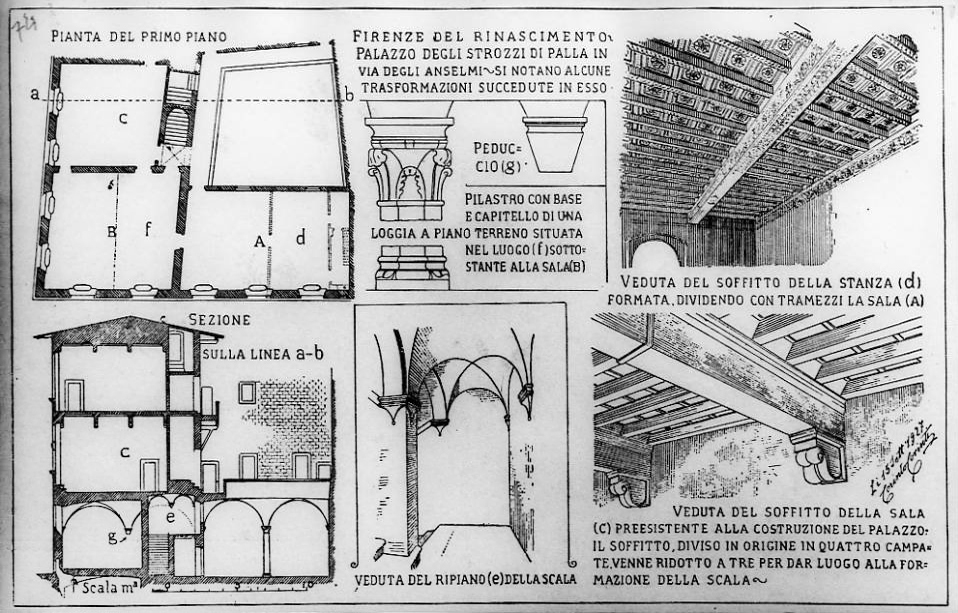
Corinto Corinti, decorazioni di palazzo Strozzi di via Anselmi
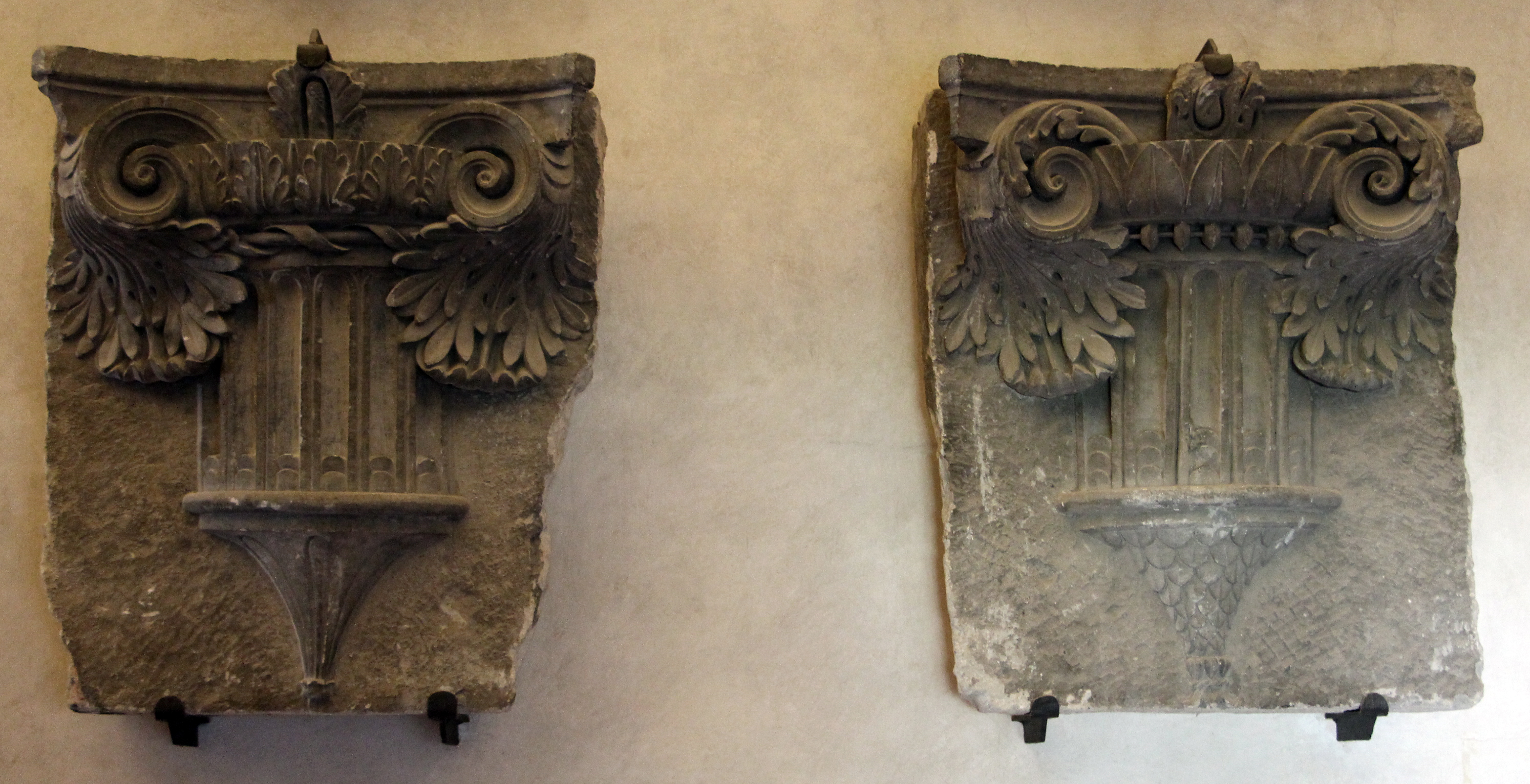
Due perducci oggi nel Museo di San Marco